# Johann Carl Wilhelm Kropp
Johann Carl Wilhelm Kropp (auch: Johann Karl Wilhelm Kropp; * 28. November 1786 in Brockel bei Verden; † 1867) war ein deutscher Richter und Parlamentarier.

## Leben
Johann Carl Wilhelm Kropp studierte ab 1809 an der Universität Jena. Er wurde Mitglied des Corps Guestphalia Jena. Später war er Kanzleirat und Amtsrichter und in der Folge Amtsgerichtsdirektor in Varel. Von  1851 bis 1852 gehörte Kropp dem Oldenburgischen Landtag an. 
Er war Mitglied der Freimaurerloge Wilhelm zum silbernen Kreuz in Varel.